# Mascarenobrium
Mascarenobrium is een kevergeslacht uit de familie van de boktorren (Cerambycidae). De wetenschappelijke naam van het geslacht werd voor het eerst geldig gepubliceerd in 1961 door Vinson.

## Soorten
Mascarenobrium omvat de volgende soorten:
- Mascarenobrium luteosparsum (Fairmaire, 1880)
- Mascarenobrium nigricollis Vinson, 1963